# 馬拉維利亞 (聖卡塔琳娜州)

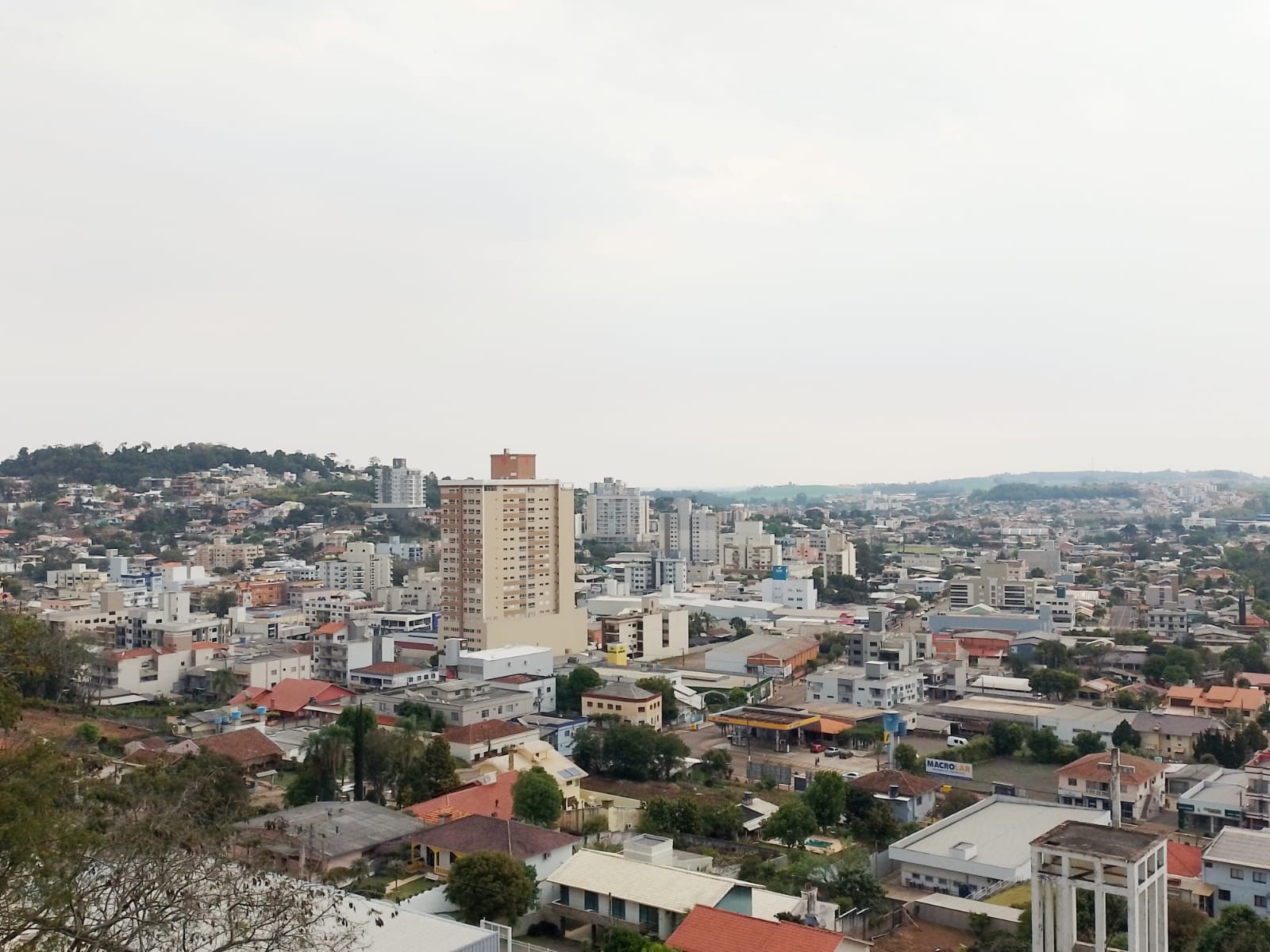
馬拉維利亞

馬拉維利亞（葡萄牙語：Maravilha），是巴西的城鎮，位於該國南部，由聖卡塔琳娜州負責管轄，始建於1958年7月27日，面積169平方公里，海拔高度606米，2010年人口26,104，人口密度每平方公里154.05人。